# Tjervona Kalyna - Den røde ulvsrøn
"Se, den røde ulvsrøn" (Ukrainsk: Ой у лузі червона калина - Oi u luzi tjervona kalyna) er en ukrainsk patriotisk march fra Bogdan Khmelnytskijs tid, som første gang blev udgivet i 1875 af Volodymyr Antonovych og Mykhailo Drahomanov. Sangen blev en hymne for de ukrainske Sich-riffelmænd med tekst af Stepan Tjarnetskyj.
Den røde ulvsrøn (på dansk Almindelig kvalkved kalyna på ukrainsk) er en modstandsdygtig vækst på 4-5 meter med røde bær, som er en gængs reference i ukrainsk folklore som tegn på velstand og godt helbred. Ulvsrønnens røde bær bliver også tit brugt i de traditionelle blomsterkranse og mønstre på for eksempel vysjyvankaer.

## Efter den russiske invasion af Ukraine i 2022
Sangen "Oi u luzi tjervona kalyna" fik sin genkomst, da den ukrainske popstjerne Andryj Khlyvnjuk fra bandet BoomBox optog en a cappella-version på pladsen foran Skt. Sofia-kirken i Kyiv, iført militæruniform og våben. Khlyvnjuk havde afbrudt en turné i udlandet for at vende tilbage til Ukraine og forsvare landet mod den russiske invasion, som startede den 24. februar 2022. Videoen gik viralt på Instagram og blev siden genindspillet i flere versioner og blev grundlaget for Pink Floyds første nye udgivelse i 20 år, nemlig "Hey Hey, Rise Up".
Sangen er blevet et af symbolerne på ukrainsk modstand mod den russiske hær.

## Dansk version
Sangen blev første gang fremført på dansk på Roskilde Festival 2022 af Det Ukrainsk-Danske Ungdomshus. Som en del af en optræden på FLOKKR-scenen lavede unge ukrainere og danskere en flash-mob, først på ukrainsk og derefter på dansk, oversat af Det Ukrainsk-Danske Ungdomshus.
| Original ukrainsk version | Transliteration | Dansk oversættelse |
| --- | --- | --- |
| Ой у лузі червона калина похилилася, Чогось наша славна Україна зажурилася. A ми тую червону калину підіймемо, А ми нашу славну Україну, гей-гей, розвеселимо! А ми тую червону калину підіймемо, А ми нашу славну Україну, гей-гей, розвеселимо! | Oj u luzi tjervona kalyna pokhylylasja, Chohos nasja slavna Ukrajina zazjurylasja. A my tuiu tjervonu kalynu pidiimemo, A my nasju slavnu Ukrajinu, hey-hey, rozveselymo! A my tuiu tjervonu kalynu pidiimemo, A my nasju slavnu Ukrainu, hey-hey, rozveselymo! | Se den røde ulvsrøn, åh, den hænger tungt mod jordens muld Hvorfor er vort stolte ukraine i så tung en sorg? Se, vi ta'r den røde røn og rejser den mod himlen Opmuntrer vort stolte Ukraine, hey hey det vil rejse sig! Se, vi ta'r den røde røn og rejser den mod himlen Opmuntrer vort stolte Ukraine, hey hey det vil rejse sig! |
| | | |